# Francesco Madonia
Francesco « Ciccio » Madonia, né à Palerme le 31 mars 1924 et mort à Naples le 13 mars 2007 était le patron de la mafia de la région de San Lorenzo-Pallavicino à Palerme. En 1978, il est devenu membre de la Cupola de la mafia sicilienne. 
Ciccio Madonia est le patriarche incontesté de la famille et du mandamento de Resuttana Mafia. Il remplace Antonino Matranga, assassiné en 1970, et a soutenu les Corleonesi pendant la deuxième guerre de mafia de 1981-1983. En 1987, lors du Maxi-Procès de Palerme, il est condamné à perpétuité pour meurtre, mais il continue à diriger le clan depuis la prison, d'abord grâce à ses fils Antonino, Giuseppe et Salvatore Madonia, tous les trois emprisonnés et son frère Diego, considéré patron par intérim.

## Activités criminelles et sentences
Ciccio Madonia a été condamné à perpétuité et a été impliqué dans certains événements sanglants des années 1980 comme l'élimination des anciens patrons palermitains de la seconde guerre de mafia, comme Stefano Bontate et Salvatore Inzerillo. Il a également été impliqué dans les meurtres de Piersanti Mattarella, président démocrate-chrétien de la région autonome de Sicile en 1980 ; le général Carlo Alberto dalla Chiesa, préfet de Palerme en 1982 ; le chef de la police Ninni Cassarà en 1985 ; et Libero Grassi, l'homme d'affaires palermitain, tué par la mafia pour avoir refusé de payer de l'argent d'extorsion (« pizzo »). Francesco Madonia a été impliqué dans l'attentat à la bombe manqué contre le juge d'Antimafia Giovanni Falcone à Addaura en 1989 (dans le mandamento Resuttana) et les meurtres de Falcone et de son collègue Paolo Borsellino en 1992.
Il a été arrêté en 1987 avec son fils Giuseppe Madonia. Cependant, en dépit d'une condamnation à perpétuité au Maxi-Procès de Palerme, les principaux chefs mafieux de la Commission ont passé des mois, non pas à la prison d'Ucciardone, mais à l'Ospedale Civico de Palerme dans des conditions hôtelières. Le directeur de l'hôpital n'était autre que Giuseppe Lima, le frère de Salvo Lima, député soupçonné de liens mafieux. 
En 1989, la police a découvert la cachette du fils de Francesco, Nino Madonia, qui contenait un livre de comptes de l'entreprise d'extorsion familiale recensant quelque 150 hommes d'affaires. Le grand livre comprenait les noms de concessionnaires automobiles, de pharmacies, de restaurants et des petites usines avec le « pizzo » correspondant, allant de 150 $ US à 7 000 $ US par mois. Aucun des hommes d'affaires figurant sur la liste n'a contribué à identifier les extorqueurs. 
Francesco Madonia a été condamné pour avoir ordonné le meurtre de Libero Grassi en 1991, un homme d'affaires de Palerme qui a refusé de payer le « pizzo » et a dénoncé cette pratique à la télévision nationale. L'activité de Grassi se situe dans la zone contrôlée par le clan Madonia. Son fils Salvatore Salvino Madonia est le tueur.
Le 14 novembre 1992, Madonia et Salvatore Riina ont été condamnés à la réclusion à perpétuité pour le meurtre d'Emanuele Basile.

## Mort
Madonia est mort le 13 mars 2007 dans un hôpital pénitentiaire de Naples où il purgeait sa peine à perpétuité dans les conditions sévères du régime pénitentiaire de l'article 41-bis.
En novembre 2008, la police italienne a arrêté cinq personnes, dont Maria Angela Di Trapani, l'épouse du patron de la mafia sicilienne emprisonnée Antonino Madonia, et a saisi des actifs d'une valeur de 15 millions d'euros, selon des enquêteurs anti-mafieux, appartenant aux Madonia. Les actifs comprennent des terres agricoles et des bâtiments agricoles, des villas, des appartements et des entreprises en Sicile. 
Les fils emprisonnés de Madonia, Antonino, Giuseppe et Salvatore sont tous en détention de haute sécurité sous le dur régime pénitentiaire 41-bis pour les prisonniers de la mafia qui est censé restreindre sévèrement leurs contacts avec d'autres prisonniers et le monde extérieur. Néanmoins, selon les enquêteurs, ils ont continué à diriger le clan Madonia, à échanger des informations avec le clan Di Trapani.